# Theridion contreras
Theridion contreras là một loài nhện trong họ Theridiidae.
Loài này thuộc chi Theridion. Theridion contreras được Herbert Walter Levi miêu tả năm 1959.